# Lista de gols de Rogério Ceni

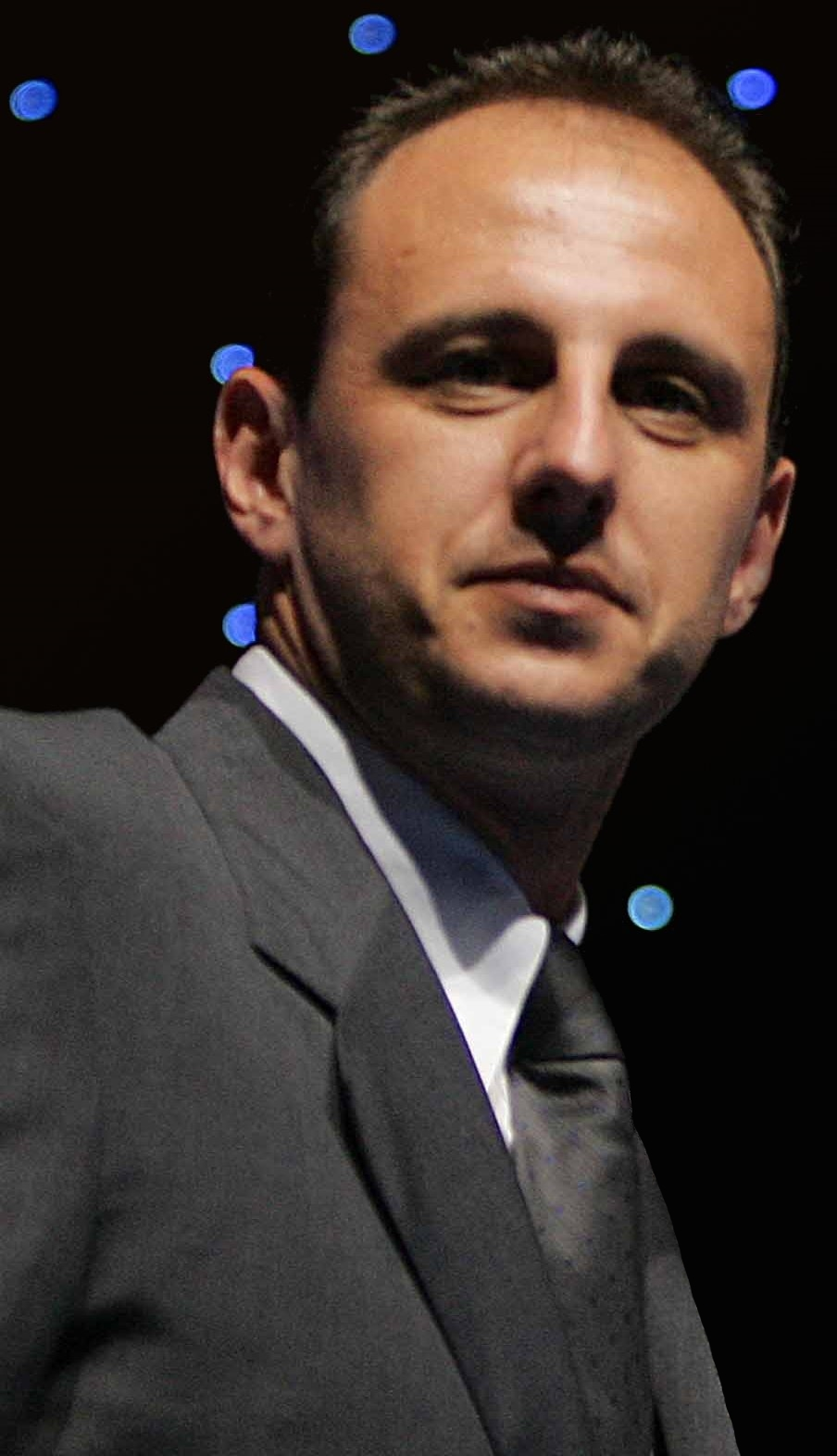
Rogério Ceni.

Esta é uma lista de gols marcados por Rogério Ceni, futebolista brasileiro que atuou na posição de goleiro e desempenhou tal profissão de 1990 a 2015. Durante toda a sua carreira, Ceni atuou apenas no São Paulo e se tornou internacionalmente conhecido por suas cobranças de faltas e pênaltis, que até então só haviam sido feitas por um jogador da mesma posição, o paraguaio José Luis Chilavert. Antes de começar ativamente a participar de cobranças de bola parada, Ceni afirma que treinou cerca de quinze mil arremates ao gol, até fazer sua primeira tentativa em um jogo. Seu primeiro gol oficial foi marcado em uma cobrança de falta no dia 15 de fevereiro de 1997, em um jogo do Campeonato Paulista contra o União São João, onde o seu time venceu pelo placar de 2–0.
Alguns gols de Rogério Ceni foram importantes, tanto para a sua carreira quanto para a do seu clube. Seu primeiro gol internacional foi registrado em 25 de agosto de 1999, em uma vitória por 4–1 frente ao San Lorenzo, na Copa Mercosul. Ceni se tornou decisivo para a conquista do título do Campeonato Paulista de 2000 após marcar um gol no empate por 2–2, garantindo a conquista pelo time tricolor. Sua habilidade em bolas paradas se tornou conhecida na América do Sul após um gol frente ao Alianza Lima na Copa Libertadores da América de 2004; e em todo o mundo, após um gol de pênalti contra o Al-Ittihad durante o Mundial de Clubes da FIFA 2005. Ceni ultrapassou Chilavert como o goleiro com mais gols em 2006, quando marcou duas vezes e defendeu um pênalti em um jogo contra o Cruzeiro, válido pelo Brasileirão de 2006, onde recebeu a classificação notória de "nota 10" pela Revista Placar. Ele chegou ao seu centésimo gol na carreira num jogo contra o Corinthians, no clássico conhecido como Majestoso, em março de 2011, partida que acabou com o placar de 2–1 a favor do São Paulo.
Até o presente momento, Ceni conta com 131 gols marcados, sendo 129 destes considerados por tal federação. Seu último gol marcado foi contra o Ceará, em Fortaleza, durante partida pela Copa do Brasil de 2015, no dia 26 de agosto. No fim daquele ano, nos dias 11 de dezembro, ele ainda marcaria um gol não-oficial, contra um combinado do São Paulo, em jogo amistoso de despedida do próprio goleiro.
No dia 17 de outubro de 2000, no empate por 1 a 1 contra o Internacional no Morumbi, Rogério fez de falta o gol número 1 000 do São Paulo na história do Campeonato Brasileiro. Também marcou o gol de número 1 500, no dia 20 de julho de 2008, numa cobrança de pênalti, na vitória por 2 a 1 sobre o Botafogo, no Morumbi.

## Listagem total
A lista segue a contagem total e a considerada pela FIFA e pela IFFHS, que reconhecem todos os gols ocorridos em partidas válidas por competições oficiais. Em três oportunidades não reconhecidas por ambas as entidades, Rogério marcou dois gols de falta contabilizados pelo clube em partidas oficiais amistosas, uma contra o combinado de Santos e Flamengo e outra pelo torneio amistoso Constantino Cury organizado pela própria equipe quando Rogério marcou um gol de falta contra a equipe russa Uralan Elista na vitória da equipe anfitriã por 5–1, e um gol de pênalti marcado contra um combinado do São Paulo em 2015.
Em 27 de março de 2011, Rogério marcou o seu centésimo gol na carreira em jogos oficiais justamente contra o rival Corinthians, na vitória diante do clube alvinegro por 2–1, na Arena Barueri. Em contagem do São Paulo, são 131 gols, dois a mais que a contagem oficial.
(*) Falta ensaiada, cobrança depois da bola ser rolada. 
|  |                                                                     |
|  | Jogos não competitivos que não são contabilizados pela FIFA e IFFHS |

| Nº (total) | Nº (FIFA) | Data                    | Competição                          | Estádio e local                          | Clube     | Placar | Adversário           | Modo                          | Ref                 |
| ---------- | --------- | ----------------------- | ----------------------------------- | ---------------------------------------- | --------- | ------ | -------------------- | ----------------------------- | ------------------- |
| 1          | 1         | 15 de fevereiro de 1997 | Campeonato Paulista                 | Hermínio Ometto, Araras                  | São Paulo | 2 – 0  | União São João       | Falta (1)                     | [ 4 ]               |
| 2          | 2         | 13 de setembro de 1997  | Campeonato Brasileiro               | Morumbi, São Paulo                       | São Paulo | 2 – 2  | Botafogo             | Falta (1)                     | [ 18 ]              |
| 3          | 3         | 9 de novembro de 1997   | Campeonato Brasileiro               | Morumbi, São Paulo                       | São Paulo | 4 – 4  | Paraná               | Falta (1)                     | [ 19 ]              |
| 4          | -         | 25 de janeiro de 1998   | Amistoso                            | Morumbi, São Paulo                       | São Paulo | 1 – 1  | Santos/ Flamengo     | Falta (1)                     | [ 16 ]              |
| 5          | 4         | 28 de março de 1998     | Campeonato Paulista                 | Morumbi, São Paulo                       | São Paulo | 2 – 1  | Santos               | Falta (1)                     | [ 20 ]              |
| 6          | 5         | 12 de abril de 1998     | Campeonato Paulista                 | Morumbi, São Paulo                       | São Paulo | 6 – 1  | São José             | Falta (1)                     | [ 21 ]              |
| 7          | 6         | 18 de abril de 1999     | Campeonato Paulista                 | Morumbi, São Paulo                       | São Paulo | 4 – 4  | Palmeiras            | Pênalti (1)                   | [ 22 ]              |
| 8/9        | 7/8       | 25 de abril de 1999     | Campeonato Paulista                 | José Levy Sobrinho, Limeira              | São Paulo | 2 – 1  | Inter de Limeira     | Falta (1), Pênalti (1)        | [ 23 ]              |
| 10         | 9         | 25 de agosto de 1999    | Copa Mercosul                       | Morumbi, São Paulo                       | São Paulo | 4 – 1  | San Lorenzo          | Falta (1)                     | [ 5 ]               |
| 11         | 10        | 3 de novembro de 1999   | Campeonato Brasileiro               | Morumbi, São Paulo                       | São Paulo | 1 – 0  | Ponte Preta          | Falta (1)                     | [ 24 ]              |
| 12         | -         | 17 de janeiro de 2000   | Constantino Cury (Torneio Amistoso) | Morumbi, São Paulo                       | São Paulo | 5 – 1  | Uralan Elista        | Falta (1)                     | [ 16 ]              |
| 13         | 11        | 1 de abril de 2000      | Campeonato Paulista                 | Brinco de Ouro, Campinas                 | São Paulo | 3 – 2  | Guarani              | Falta (1)                     | [ 6 ]               |
| 14         | 12        | 9 de abril de 2000      | Campeonato Paulista                 | Morumbi, São Paulo                       | São Paulo | 4 – 2  | Portuguesa Santista  | Falta (1)                     | [ 25 ]              |
| 15         | 13        | 24 de maio de 2000      | Copa do Brasil                      | Machadão, Natal                          | São Paulo | 3 – 1  | América              | Falta (1)                     | [ 26 ]              |
| 16         | 14        | 18 de junho de 2000     | Campeonato Paulista                 | Morumbi, São Paulo                       | São Paulo | 2 – 2  | Santos               | Falta (1)                     | [ 5 ]               |
| 17         | 15        | 17 de setembro de 2000  | Campeonato Brasileiro               | Morumbi, São Paulo                       | São Paulo | 2 – 0  | Portuguesa           | Pênalti (1)                   | [ 27 ]              |
| 18         | 16        | 4 de outubro de 2000    | Campeonato Brasileiro               | Morumbi, São Paulo                       | São Paulo | 1 – 1  | Grêmio               | Falta (1)                     | [ 28 ]              |
| 19         | 17        | 17 de outubro de 2000   | Campeonato Brasileiro               | Morumbi, São Paulo                       | São Paulo | 1 – 1  | Internacional        | Falta (1)                     | [ 29 ]              |
| 20         | 18        | 17 de março de 2001     | Campeonato Paulista                 | Ulrico Mursa, Santos                     | São Paulo | 4 – 4  | Portuguesa Santista  | Falta (1)                     | [ 30 ]              |
| 21         | 19        | 30 de junho de 2001     | Copa dos Campeões                   | Almeidão, João Pessoa                    | São Paulo | 2 – 0  | Coritiba             | Falta (1)                     | [ 25 ]              |
| 22         | 20        | 30 de janeiro de 2002   | Torneio Rio-São Paulo               | Brinco de Ouro, Campinas                 | São Paulo | 3 – 2  | Guarani              | Falta (1)                     | [ 31 ]              |
| 23         | 21        | 3 de fevereiro de 2002  | Torneio Rio-São Paulo               | Morumbi, São Paulo                       | São Paulo | 4 – 3  | Fluminense           | Falta (1)                     | [ 32 ]              |
| 24         | 22        | 3 de abril de 2002      | Copa do Brasil                      | Morumbi, São Paulo                       | São Paulo | 6 – 1  | Figueirense          | Falta (1)                     | [ 33 ]              |
| 25         | 23        | 27 de abril de 2002     | Torneio Rio-São Paulo               | Morumbi, São Paulo                       | São Paulo | 2 – 2  | Palmeiras            | Falta (1)                     | [ 34 ]              |
| 26         | 24        | 26 de outubro de 2002   | Campeonato Brasileiro               | Canindé, São Paulo                       | São Paulo | 3 – 1  | Portuguesa           | Falta (1)                     | [ 35 ]              |
| 27         | 25        | 20 de abril de 2003     | Campeonato Brasileiro               | Morumbi, São Paulo                       | São Paulo | 3 – 1  | Vasco                | Falta (1)                     | [ 36 ]              |
| 28         | 26        | 21 de setembro de 2003  | Campeonato Brasileiro               | Morumbi, São Paulo                       | São Paulo | 2 – 2  | Atlético Mineiro     | Falta (1)                     | [ 37 ]              |
| 29         | 27        | 11 de fevereiro de 2004 | Copa Libertadores                   | Nacional de Lima, Lima                   | São Paulo | 2 – 1  | Alianza Lima         | Falta (1)                     | [ 7 ]               |
| 30         | 28        | 16 de maio de 2004      | Campeonato Brasileiro               | Morumbi, São Paulo                       | São Paulo | 2 – 2  | Paraná               | Falta (1)                     | [ 38 ]              |
| 31         | 29        | 19 de maio de 2004      | Copa Libertadores                   | Morumbi, São Paulo                       | São Paulo | 3 – 0  | Deportivo Táchira    | Falta (1)                     | [ 39 ]              |
| 32/33      | 30/31     | 17 de julho de 2004     | Campeonato Brasileiro               | Morumbi, São Paulo                       | São Paulo | 2 – 1  | Figueirense          | Pênalti (1), Falta (1)        | [ 40 ]              |
| 34         | 32        | 23 de janeiro de 2005   | Campeonato Paulista                 | Benedito Teixeira, São José do Rio Preto | São Paulo | 4 – 3  | América              | Falta (1)                     | [ 41 ]              |
| 35         | 33        | 20 de fevereiro de 2005 | Campeonato Paulista                 | Morumbi, São Paulo                       | São Paulo | 3 – 0  | Palmeiras            | Falta (1)                     | [ 42 ]              |
| 36         | 34        | 9 de março de 2005      | Copa Libertadores                   | Morumbi, São Paulo                       | São Paulo | 4 – 2  | Universidad de Chile | Falta (1)                     | [ 43 ]              |
| 37         | 35        | 12 de março de 2005     | Campeonato Paulista                 | Morumbi, São Paulo                       | São Paulo | 1 – 0  | Rio Branco           | Pênalti (1)                   | [ 44 ]              |
| 38         | 36        | 19 de março de 2005     | Campeonato Paulista                 | Morumbi, São Paulo                       | São Paulo | 6 – 0  | Marília              | Falta (1)                     | [ 45 ]              |
| 39         | 37        | 26 de março de 2005     | Campeonato Paulista                 | Morumbi, São Paulo                       | São Paulo | 3 – 1  | Santo André          | Pênalti (1)                   | [ 46 ]              |
| 40         | 38        | 8 de maio de 2005       | Campeonato Brasileiro               | Pacaembu, São Paulo                      | São Paulo | 5 – 1  | Corinthians          | Pênalti (1)                   | [ 47 ]              |
| 41         | 39        | 25 de maio de 2005      | Copa Libertadores                   | Morumbi, São Paulo                       | São Paulo | 2 – 0  | Palmeiras            | Pênalti (1)                   | [ 48 ]              |
| 42         | 40        | 28 de maio de 2005      | Campeonato Brasileiro               | Morumbi, São Paulo                       | São Paulo | 1 – 1  | Cruzeiro             | Pênalti (1)                   | [ 49 ]              |
| 43/44      | 41/42     | 1 de junho de 2005      | Copa Libertadores                   | Morumbi, São Paulo                       | São Paulo | 4 – 0  | Tigres               | Falta (2)                     | [ 50 ]              |
| 45         | 43        | 12 de junho de 2005     | Campeonato Brasileiro               | Mangueirão, Belém                        | São Paulo | 2 – 2  | Paysandu             | Falta (1)                     | [ 51 ]              |
| 46         | 44        | 22 de junho de 2005     | Copa Libertadores                   | Morumbi, São Paulo                       | São Paulo | 2 – 0  | River Plate          | Pênalti (1)                   | [ 52 ]              |
| 47         | 45        | 20 de julho de 2005     | Campeonato Brasileiro               | Boca do Jacaré, Brasília                 | São Paulo | 3 – 3  | Brasiliense          | Falta (1)                     | [ 53 ]              |
| 48         | 46        | 28 de agosto de 2005    | Campeonato Brasileiro               | Willie Davids, Maringá                   | São Paulo | 4 – 0  | Paraná               | Falta (1)                     | [ 54 ]              |
| 49         | 47        | 11 de setembro de 2005  | Campeonato Brasileiro               | Couto Pereira, Curitiba                  | São Paulo | 4 – 1  | Coritiba             | Pênalti (1)                   | [ 55 ]              |
| 50         | 48        | 18 de setembro de 2005  | Campeonato Brasileiro               | Morumbi, São Paulo                       | São Paulo | 4 – 2  | Vasco                | Pênalti (1)                   | [ 56 ]              |
| 51         | 49        | 21 de setembro de 2005  | Campeonato Brasileiro               | Mineirão, Belo Horizonte                 | São Paulo | 3 – 2  | Cruzeiro             | Pênalti (1)                   | [ 57 ]              |
| 52         | 50        | 2 de novembro de 2005   | Campeonato Brasileiro               | Morumbi, São Paulo                       | São Paulo | 2 – 2  | Atlético Mineiro     | Falta (1)                     | [ 58 ]              |
| 53         | 51        | 4 de dezembro de 2005   | Campeonato Brasileiro               | Morumbi, São Paulo                       | São Paulo | 3 – 1  | Atlético Paranaense  | Falta (1)                     | [ 59 ]              |
| 54         | 52        | 14 de dezembro de 2005  | Mundial de Clubes                   | Olímpico de Tóquio, Tóquio               | São Paulo | 3 – 2  | Al-Ittihad           | Pênalti (1)                   | [ 8 ]               |
| 55         | 53        | 18 de fevereiro de 2006 | Campeonato Paulista                 | Pacaembu, São Paulo                      | São Paulo | 5 – 1  | Paulista             | Pênalti (1)                   | [ 60 ]              |
| 56         | 54        | 22 de fevereiro de 2006 | Campeonato Paulista                 | Anacleto Campanella, São Caetano do Sul  | São Paulo | 3 – 0  | Mogi Mirim           | Pênalti (1)                   | [ 61 ]              |
| 57         | 55        | 26 de março de 2006     | Campeonato Paulista                 | Décio Vitta, Americana                   | São Paulo | 4 – 2  | Rio Branco           | Pênalti (1)                   | [ 62 ]              |
| 58         | 56        | 2 de abril de 2006      | Campeonato Paulista                 | Morumbi, São Paulo                       | São Paulo | 3 – 1  | Santos               | Pênalti (1)                   | [ 63 ]              |
| 59         | 57        | 9 de abril de 2006      | Campeonato Paulista                 | Papa João Paulo II, Mogi Mirim           | São Paulo | 2 – 0  | Ituano               | Falta (1)                     | [ 64 ]              |
| 60         | 58        | 16 de abril de 2006     | Campeonato Brasileiro               | Morumbi, São Paulo                       | São Paulo | 1 – 0  | Flamengo             | Pênalti (1)                   | [ 65 ]              |
| 61         | 59        | 20 de abril de 2006     | Copa Libertadores                   | Morumbi, São Paulo                       | São Paulo | 2 – 0  | Caracas              | Pênalti (1)                   | [ 66 ]              |
| 62         | 60        | 29 de abril de 2006     | Campeonato Brasileiro               | Morumbi, São Paulo                       | São Paulo | 4 – 0  | Santa Cruz           | Falta (1)                     | [ 67 ]              |
| 63         | 61        | 3 de maio de 2006       | Copa Libertadores                   | Morumbi, São Paulo                       | São Paulo | 2 – 1  | Palmeiras            | Pênalti (1)                   | [carece de fontes?] |
| 64         | 62        | 26 de julho de 2006     | Copa Libertadores                   | Jalisco, Guadalajara                     | São Paulo | 1 – 0  | Chivas Guadalajara   | Pênalti (1)                   | [ 68 ]              |
| 65/66      | 63/64     | 20 de agosto de 2006    | Campeonato Brasileiro               | Mineirão, Belo Horizonte                 | São Paulo | 2 – 2  | Cruzeiro             | Bola rolando (1), Pênalti (1) | [ 69 ]              |
| 67         | 65        | 3 de setembro de 2006   | Campeonato Brasileiro               | Arruda, Recife                           | São Paulo | 3 – 1  | Santa Cruz           | Falta (1)                     | [ 70 ]              |
| 68         | 66        | 4 de outubro de 2006    | Campeonato Brasileiro               | Morumbi, São Paulo                       | São Paulo | 5 – 1  | Vasco                | Falta (1)                     | [ 71 ]              |
| 69         | 67        | 2 de novembro de 2006   | Campeonato Brasileiro               | Morumbi, São Paulo                       | São Paulo | 1 – 1  | Ponte Preta          | Pênalti (1)                   | [ 72 ]              |
| 70         | 68        | 26 de novembro de 2006  | Campeonato Brasileiro               | Morumbi, São Paulo                       | São Paulo | 2 – 0  | Cruzeiro             | Falta (1)                     | [ 73 ]              |
| 71         | 69        | 11 de fevereiro de 2007 | Campeonato Paulista                 | Morumbi, São Paulo                       | São Paulo | 3 – 1  | Corinthians          | Pênalti (1)                   | [ 74 ]              |
| 72         | 70        | 1 de abril de 2007      | Campeonato Paulista                 | Morumbi, São Paulo                       | São Paulo | 3 – 1  | Palmeiras            | Pênalti (1)                   | [ 75 ]              |
| 73         | 71        | 12 de maio de 2007      | Campeonato Brasileiro               | Morumbi, São Paulo                       | São Paulo | 2 – 0  | Goiás                | Pênalti (1)                   | [ 76 ]              |
| 74         | 72        | 3 de junho de 2007      | Campeonato Brasileiro               | Vila Capanema, Curitiba                  | São Paulo | 1 – 0  | Paraná               | Pênalti (1)                   | [ 77 ]              |
| 75         | 73        | 3 de julho de 2007      | Campeonato Brasileiro               | Morumbi, São Paulo                       | São Paulo | 1 – 0  | Internacional        | Pênalti (1)                   | [ 78 ]              |
| 76         | 74        | 26 de julho de 2007     | Campeonato Brasileiro               | Morumbi, São Paulo                       | São Paulo | 3 – 1  | Sport                | Falta (1)                     | [ 79 ]              |
| 77         | 75        | 15 de agosto de 2007    | Copa Sul-Americana                  | Orlando Scarpelli, Florianópolis         | São Paulo | 2 – 2  | Figueirense          | Pênalti (1)                   | [carece de fontes?] |
| 78         | 76        | 26 de agosto de 2007    | Campeonato Brasileiro               | Morumbi, São Paulo                       | São Paulo | 5 – 0  | Náutico              | Pênalti (1)                   | [ 80 ]              |
| 79         | 77        | 28 de outubro de 2007   | Campeonato Brasileiro               | Ilha do Retiro, Recife                   | São Paulo | 2 – 1  | Sport                | Falta (1)                     | [ 81 ]              |
| 80         | 78        | 11 de novembro de 2007  | Campeonato Brasileiro               | Morumbi, São Paulo                       | São Paulo | 1 – 0  | Grêmio               | Pênalti (1)                   | [ 82 ]              |
| 81         | 79        | 6 de abril de 2008      | Campeonato Paulista                 | Morumbi, São Paulo                       | São Paulo | 3 – 1  | Juventus             | Pênalti (1)                   | [ 83 ]              |
| 82         | 80        | 20 de julho de 2008     | Campeonato Brasileiro               | Morumbi, São Paulo                       | São Paulo | 2 – 1  | Botafogo             | Pênalti (1)                   | [ 84 ]              |
| 83/84      | 81/82     | 3 de agosto de 2008     | Campeonato Brasileiro               | Morumbi, São Paulo                       | São Paulo | 4 – 0  | Vasco                | Falta (1), Pênalti (1)        | [ 85 ]              |
| 85         | 83        | 19 de outubro de 2008   | Campeonato Brasileiro               | Parque Antárctica, São Paulo             | São Paulo | 2 – 2  | Palmeiras            | Pênalti (1)                   | [ 86 ]              |
| 86         | 84        | 25 de outubro de 2009   | Campeonato Brasileiro               | Vila Belmiro, Santos                     | São Paulo | 4 – 3  | Santos               | Falta (1)                     | [ 87 ]              |
| 87         | 85        | 6 de dezembro de 2009   | Campeonato Brasileiro               | Morumbi, São Paulo                       | São Paulo | 4 – 0  | Sport                | Falta (1)                     | [ 88 ]              |
| 88         | 86        | 23 de janeiro de 2010   | Campeonato Paulista                 | Morumbi, São Paulo                       | São Paulo | 3 – 0  | Rio Claro            | Pênalti (1)                   | [ 89 ]              |
| 89         | 87        | 13 de fevereiro de 2010 | Campeonato Paulista                 | Novelli Júnior, Itu                      | São Paulo | 1 – 0  | Ituano               | Pênalti (1)                   | [ 90 ]              |
| 90         | 88        | 25 de fevereiro de 2010 | Copa Libertadores                   | Palogrande, Manizales                    | São Paulo | 1 – 2  | Once Caldas          | Falta (1)                     | [ 91 ]              |
| 91         | 89        | 21 de março de 2010     | Campeonato Paulista                 | Morumbi, São Paulo                       | São Paulo | 3 – 0  | Mogi Mirim           | Pênalti (1)                   | [ 92 ]              |
| 92         | 90        | 29 de agosto de 2010    | Campeonato Brasileiro               | Maracanã, Rio de Janeiro                 | São Paulo | 2 – 2  | Fluminense           | Falta (1)                     | [ 93 ]              |
| 93         | 91        | 29 de setembro de 2010  | Campeonato Brasileiro               | Olímpico, Porto Alegre                   | São Paulo | 2 – 4  | Grêmio               | Pênalti (1)                   | [ 94 ]              |
| 94         | 92        | 3 de novembro de 2010   | Campeonato Brasileiro               | Parque do Sabiá, Uberlândia              | São Paulo | 2 – 0  | Cruzeiro             | Pênalti (1)                   | [ 95 ]              |
| 95         | 93        | 28 de novembro de 2010  | Campeonato Brasileiro               | Serra Dourada, Goiânia                   | São Paulo | 1 – 1  | Atlético Goianiense  | Pênalti (1)                   | [ 96 ]              |
| 96         | 94        | 16 de janeiro de 2011   | Campeonato Paulista                 | Romildo Vitor Gomes Ferreira, Mogi Mirim | São Paulo | 2 – 0  | Mogi Mirim           | Pênalti (1)                   | [ 97 ]              |
| 97         | 95        | 3 de fevereiro de 2011  | Campeonato Paulista                 | Morumbi, São Paulo                       | São Paulo | 3 – 2  | Linense              | Falta (1)                     | [ 98 ]              |
| 98         | 96        | 13 de fevereiro de 2011 | Campeonato Paulista                 | Canindé, São Paulo                       | São Paulo | 3 – 2  | Portuguesa           | Falta (1)                     | [ 99 ]              |
| 99         | 97        | 23 de março de 2011     | Campeonato Paulista                 | Jayme Cintra, Jundiaí                    | São Paulo | 2 – 3  | Paulista             | Pênalti (1)                   | [ 100 ]             |
| 100        | 98        | 27 de março de 2011     | Campeonato Paulista                 | Arena Barueri, Barueri                   | São Paulo | 2 – 1  | Corinthians          | Falta (1)                     | [ 10 ]              |
| 101        | 99        | 10 de abril de 2011     | Campeonato Paulista                 | Alfredo de Castilho, Bauru               | São Paulo | 4 – 1  | Noroeste             | Pênalti (1)                   | [ 101 ]             |
| 102        | 100       | 4 de agosto de 2011     | Campeonato Brasileiro               | Morumbi, São Paulo                       | São Paulo | 3 – 0  | Bahia                | Pênalti (1)                   | [ 17 ]              |
| 103        | 101       | 31 de agosto de 2011    | Campeonato Brasileiro               | Morumbi, São Paulo                       | São Paulo | 1 – 2  | Fluminense           | Pênalti (1)                   | [ 102 ]             |
| 104        | 102       | 1 de agosto de 2012     | Copa Sul-Americana                  | Pituaçu, Salvador                        | São Paulo | 2 – 0  | Bahia                | Falta (1)                     | [ 103 ]             |
| 105        | 103       | 18 de agosto de 2012    | Campeonato Brasileiro               | Morumbi, São Paulo                       | São Paulo | 3 – 0  | Ponte Preta          | Pênalti (1)                   | [ 104 ]             |
| 106        | 104       | 11 de novembro de 2012  | Campeonato Brasileiro               | Olímpico, Porto Alegre                   | São Paulo | 1 – 2  | Grêmio               | Pênalti (1)                   | [ 105 ]             |
| 107        | 105       | 18 de novembro de 2012  | Campeonato Brasileiro               | Morumbi, São Paulo                       | São Paulo | 2 – 1  | Naútico              | Pênalti (1)                   | [ 106 ]             |
| 108        | 106       | 23 de janeiro de 2013   | Copa Libertadores                   | Morumbi, São Paulo                       | São Paulo | 5 – 0  | Bolívar              | Pênalti (1)                   | [ 107 ]             |
| 109        | 107       | 9 de fevereiro de 2013  | Campeonato Paulista                 | Brinco de Ouro, Campinas                 | São Paulo | 2 – 1  | Guarani              | Falta (1)                     | [ 108 ]             |
| 110        | 108       | 4 de abril de 2013      | Copa Libertadores                   | Hernando Siles, La Paz                   | São Paulo | 1 – 2  | The Strongest        | Pênalti (1)                   | [ 109 ]             |
| 111        | 109       | 17 de abril de 2013     | Copa Libertadores                   | Morumbi, São Paulo                       | São Paulo | 2 – 0  | Atlético Mineiro     | Pênalti (1)                   | [ 110 ]             |
| 112        | 110       | 14 de julho de 2013     | Campeonato Brasileiro               | Barradão, Salvador                       | São Paulo | 2 – 3  | Vitória              | Falta (1)                     | [ 111 ]             |
| 113        | 111       | 13 de novembro de 2013  | Campeonato Brasileiro               | Novelli Júnior, Itu                      | São Paulo | 2 – 0  | Flamengo             | Pênalti (1)                   | [ 112 ]             |
| 114        | 112       | 9 de fevereiro de 2014  | Campeonato Paulista                 | Moisés Lucarelli, Campinas               | São Paulo | 1 – 2  | Ponte Preta          | Pênalti (1)                   | [ 113 ]             |
| 115        | 113       | 7 de maio de 2014       | Copa do Brasil                      | Pacaembu, São Paulo                      | São Paulo | 3 – 0  | CRB                  | Pênalti (1)                   | [ 114 ]             |
| 116        | 114       | 21 de maio de 2014      | Campeonato Brasileiro               | Maracanã, Rio de Janeiro                 | São Paulo | 2 – 5  | Fluminense           | Pênalti (1)                   | [ 115 ]             |
| 117        | 115       | 28 de maio de 2014      | Campeonato Brasileiro               | Parque do Sabiá, Uberlândia              | São Paulo | 2 – 2  | Atlético Paranaense  | Pênalti (1)                   | [ 116 ]             |
| 118        | 116       | 16 de julho de 2014     | Campeonato Brasileiro               | Arena Fonte Nova, Salvador               | São Paulo | 2 – 0  | Bahia                | Pênalti (1)                   | [ 117 ]             |
| 119        | 117       | 31 de agosto de 2014    | Campeonato Brasileiro               | Orlando Scarpelli, Florianópolis         | São Paulo | 1 – 1  | Figueirense          | Pênalti (1)                   | [ 118 ]             |
| 120        | 118       | 14 de setembro de 2014  | Campeonato Brasileiro               | Morumbi, São Paulo                       | São Paulo | 2 – 0  | Cruzeiro             | Pênalti (1)                   | [ 119 ]             |
| 121        | 119       | 24 de setembro de 2014  | Campeonato Brasileiro               | Morumbi, São Paulo                       | São Paulo | 2 – 2  | Flamengo             | Pênalti (1)                   | [ 120 ]             |
| 122        | 120       | 4 de outubro de 2014    | Campeonato Brasileiro               | Arena do Grêmio, Porto Alegre            | São Paulo | 1 – 0  | Grêmio               | Pênalti (1)                   | [ 121 ]             |
| 123        | 121       | 18 de outubro de 2014   | Campeonato Brasileiro               | Morumbi, São Paulo                       | São Paulo | 2 – 1  | Bahia                | Falta (1)                     | [ 122 ]             |
| 124        | 122       | 7 de fevereiro de 2015  | Campeonato Paulista                 | Pacaembu, São Paulo                      | São Paulo | 2 – 0  | XV de Piracicaba     | Pênalti (1)                   | [ 123 ]             |
| 125        | 123       | 12 de março de 2015     | Campeonato Paulista                 | Morumbi, São Paulo                       | São Paulo | 1 – 0  | São Bento            | Pênalti (1)                   | [ 124 ]             |
| 126        | 124       | 29 de março de 2015     | Campeonato Paulista                 | Morumbi, São Paulo                       | São Paulo | 3 – 0  | Linense              | Falta (1)                     | [ 125 ]             |
| 127        | 125       | 11 de abril de 2015     | Campeonato Paulista                 | Morumbi, São Paulo                       | São Paulo | 3 – 0  | Red Bull Brasil      | Falta (1)                     | [ 126 ]             |
| 128        | 126       | 3 de junho de 2015      | Campeonato Brasileiro               | Morumbi, São Paulo                       | São Paulo | 3 – 2  | Santos               | Pênalti (1)                   | [ 127 ]             |
| 129        | 127       | 6 de junho de 2015      | Campeonato Brasileiro               | Morumbi, São Paulo                       | São Paulo | 2 – 0  | Grêmio               | Pênalti (1)                   | [ 128 ]             |
| 130        | 128       | 12 de agosto de 2015    | Campeonato Brasileiro               | Orlando Scarpelli, Florianópolis         | São Paulo | 2 – 0  | Figueirense          | Pênalti (1)                   | [ 129 ]             |
| 131        | 129       | 26 de agosto de 2015    | Copa do Brasil                      | Arena Castelão, Fortaleza                | São Paulo | 3 – 0  | Ceará                | Pênalti (1)                   | [ 130 ]             |

### Gols em jogos festivos
| Nº | Data                   | Competição   | Estádio e local    | Clube            | Placar | Adversário        | Modo        | Ref     |
| -- | ---------------------- | ------------ | ------------------ | ---------------- | ------ | ----------------- | ----------- | ------- |
| 1  | 11 de dezembro de 2015 | Jogo festivo | Morumbi, São Paulo | São Paulo (2005) | 5 – 3  | São Paulo (92/93) | Pênalti (1) | [ 131 ] |

## Estatísticas

### Tipos de gol
- Falta: 61 (2 gols não-oficiais)
- Pênalti: 69
- Bola rolando: 1

### Gols por resultados
- 124 jogos oficiais competitivos
  - Vitórias: 92 jogos - 94 gols (50 pênaltis e 44 faltas)
  - Empates: 23 jogos - 25 gols (14 faltas e 11 pênaltis)
  - Derrotas: 9 jogos - 9 gols (7 pênaltis e 2 faltas)
- 2 jogos amistosos
  - Vitórias: 1 jogos - 1 gols (1 falta)
  - Empates: 1 jogo - 1 gol (1 falta)

### Gols por estádios/arenas
| 73 gols - Morumbi (37 faltas e 36 pênaltis) 4 gols - Pacaembu (4 pênaltis) 3 gols - Brinco de Ouro (3 faltas) - Mineirão (2 pênaltis e 1 bola rolando) - Orlando Scarpelli (3 pênaltis) 2 gols - Canindé (2 faltas) - José Levy Sobrinho (1 falta e 1 pênalti) - Maracanã (1 falta e 1 pênalti) - Novelli Júnior (2 pênaltis) - Olímpico (2 pênaltis) - Parque do Sabiá (2 pênaltis) 1 gol - Alfredo de Castilho (1 pênalti) - Almeidão (1 falta) - Anacleto Campanella (1 pênalti) - Arena Barueri (1 falta) - Arena Castelão (1 pênalti) - Arena do Grêmio (1 pênalti) - Arena Fonte Nova (1 pênalti) - Arruda (1 falta) | - Barradão (1 falta) - Benedito Teixeira (1 falta) - Boca do Jacaré (1 falta) - Couto Pereira (1 pênalti) - Décio Vitta (1 pênalti) - Hermínio Ometto (1 falta) - Hernando Siles (1 pênalti) - Ilha do Retiro (1 falta) - Jalisco (1 pênalti) - Jayme Cintra (1 pênalti) - Machadão (1 falta) - Mangueirão (1 falta) - Moisés Lucarelli (1 pênalti) - Nacional de Lima (1 falta) - Olímpico de Tóquio (1 pênalti) - Palogrande (1 falta) - Papa João Paulo II (1 falta) - Parque Antárctica (1 pênalti) - Pituaçu (1 falta) - Romildo Vitor Gomes Ferreira (1 pênalti) - Serra Dourada (1 pênalti) - Ulrico Mursa (1 falta) - Vila Belmiro (1 falta) - Vila Capanema (1 pênalti) - Willie Davids (1 falta) |

### Gols por competições
- Campeonato Brasileiro - 65 (38 pênaltis, 26 faltas e 1 bola rolando)
- Campeonato Paulista - 38 (20 pênaltis e 18 faltas)
- Copa Libertadores - 14 (8 pênaltis e 6 faltas)
- Torneio Rio-São Paulo - 3 (3 faltas)
- Copa do Brasil - 4 (2 faltas e 2 pênaltis)
- Amistoso - 2 (2 faltas)
- Copa Sul-Americana - 2 (1 pênalti e 1 falta)
- Copa Mercosul - 1 (1 falta)
- Copa dos Campeões - 1 (1 falta)
- Mundial de Clubes - 1 (1 pênalti)

### Gols por clubes adversários
| 7 gols - Cruzeiro (5 pênaltis, 1 falta e 1 com bola rolando) - Palmeiras (5 pênaltis e 2 faltas) 6 gols - Grêmio (5 pênaltis e 1 falta) - Figueirense (4 pênaltis e 2 faltas) 5 gols - Santos (3 faltas e 2 pênaltis) - Vasco (3 faltas e 2 pênaltis) 4 gols - Bahia (2 pênaltis e 2 faltas) - Fluminense (2 faltas e 2 pênaltis) - Paraná (3 faltas e 1 pênalti) - Ponte Preta (3 pênaltis e 1 falta) - Santos (3 faltas e 1 pênalti) 3 gols - Atlético Mineiro (2 faltas e 1 pênalti) - Corinthians (2 pênaltis e 1 falta) - Flamengo (2 pênaltis e 1 falta) - Guarani (3 faltas) - Mogi Mirim (3 pênaltis) - Portuguesa (2 faltas e 1 pênalti) - Sport (3 faltas) 2 gols - Atlético Paranaense (1 falta e 1 pênalti) - Botafogo (1 falta e 1 pênalti) - Coritiba (1 falta e 1 pênalti) | - Inter de Limeira (1 falta e 1 pênalti) - Internacional (1 falta e 1 pênalti) - Ituano (1 falta e 1 pênalti) - Linense (2 faltas) - Náutico (2 pênaltis) - Paulista (2 pênaltis) - Portuguesa Santista (2 faltas) - Rio Branco (2 pênaltis) - Santa Cruz (2 faltas) - Tigres (2 faltas) 1 gol - Al-Ittihad (1 pênalti) - Alianza Lima (1 falta) - América (1 falta) - América (1 falta) - Atlético Goianiense (1 pênalti) - Bolívar (1 pênalti) - Brasiliense (1 falta) - Caracas (1 pênalti) - Ceará (1 pênalti) - Chivas Guadalajara (1 pênalti) - CRB (1 pênalti) - Deportivo Táchira (1 falta) | - Goiás (1 pênalti) - Juventus (1 pênalti) - Marília (1 falta) - Noroeste (1 pênalti) - Once Caldas (1 falta) - Paysandu (1 falta) - Red Bull Brasil (1 falta) - Rio Claro (1 pênalti) - River Plate (1 pênalti) - San Lorenzo (1 falta) - Santo André (1 pênalti) - São Bento (1 pênalti) - São José (1 falta) - The Strongest (1 pênalti) - União São João (1 falta) - Universidad de Chile (1 falta) - Uralan Elista (1 falta) - Vitória (1 falta) - XV de Piracicaba (1 pênalti) - Combinado de Santos e Flamengo (1 falta) |

### Gols por temporadas
| - 1997 - 3 (3 faltas) - 1998 - 3 (3 faltas) - 1999 - 5 (3 faltas e 2 pênaltis) - 2000 - 8 (7 faltas e 1 pênalti) - 2001 - 2 (2 faltas) - 2002 - 5 (5 faltas) - 2003 - 2 (2 faltas) - 2004 - 5 (4 faltas e 1 pênalti) - 2005 - 21 (11 faltas e 10 pênaltis) - 2006 - 16 (10 pênaltis, 5 faltas e 1 bola rolando) | - 2007 - 10 (8 pênaltis e 2 faltas) - 2008 - 5 (4 pênaltis e 1 falta) - 2009 - 2 (2 faltas) - 2010 - 8 (6 pênaltis e 2 faltas) - 2011 - 8 (5 pênaltis e 3 faltas) - 2012 - 4 (3 pênaltis e 1 falta) - 2013 - 6 (4 pênaltis e 2 faltas) - 2014 - 10 (9 pênaltis e 1 falta) - 2015 - 8 (6 pênaltis e 2 faltas) |